# Casselia
Casselia, biljni rod iz porodice sporiševki (Verbenaceae), tipični u tribusu Casselieae. Sastoji se od 8 vrsta gomoljastih polugrmova iz Južne Amerike. . Opisan je u Nova Acta Phys.-Med. Acad. Caes. Leop.-Carol. Nat. Cur. 11: 73. 1823.  Posljednja vrsta priznata je 2024., to je Casselia laciniata (Moldenke) P.H.Cardoso, brazilski endem iz Mato Grossa i Goiása.

## Vrste
1. Casselia chamaedryfolia Cham.
2. Casselia confertiflora (Moldenke) Moldenke
3. Casselia glaziovii (Briq. & Moldenke) Moldenke
4. Casselia integrifolia Nees & Mart.
5. Casselia laciniata (Moldenke) P.H.Cardoso
6. Casselia rosularis Sandwith
7. Casselia serrata Nees & Mart.
8. Casselia zelota (Moldenke) Moldenke